# Battaglia di Ramla
Con battaglia di Ramla ci si riferisce a vari scontri risalenti ai primi anni del regno crociato di Gerusalemme.
Ramla fu un importante cittadina sulla strada da Gerusalemme ad Ascalona, quest'ultima era la più grande fortezza fatimide in Palestina, dalla quale il visir egiziano al-Afdal Shahanshah lanciò quasi ogni anno, dal 1099 al 1107, un attacco al neonato regno di Gerusalemme; accadde spesso che i due eserciti si incontrassero a Ramla.

## Prima battaglia di Ramla
La prima battaglia di Ramla fu combattuta il 7 settembre, 1101.
Baldovino aveva solo 260 cavalieri e 900 fanti che divise in cinque contingenti per combattere i Fatimidi, comandati dal figlio di al-Afḍal Shāhanshāh, forti di circa 10 000 uomini.
I primi due contingenti furono spazzati via nell'attacco iniziale ma quando il terzo contingente venne inseguito dopo essere stato messo in fuga, Baldovino contrattaccò e, dopo un feroce combattimento ravvicinato, lo respinse, mettendo in precipitosa fuga gli Egiziani.
Dopo aver inseguito i Fatimidi in fuga verso Ascalona, egli tornò a Ramla per saccheggiare il campo fatimide.
Questo successo pose il Regno di Gerusalemme al sicuro dalla campagna militare stagionale del Imamato fatimide.

## Seconda battaglia di Ramla
La seconda battaglia ebbe luogo nel 1102.
A causa di errori di ricognizione Baldovino sottovalutò le forze fatimidi e andò in battaglia con solo 500 cavalieri.
Quando si avvide delle dimensioni dell'esercito fatimide: tra i 20 ed i 30 000 uomini agli ordini di Sharaf, figlio di al-Afdal Shahanshah, era troppo tardi.
Poiché le vie di fuga erano già state tagliate molti dei cavalieri caricarono nel cuore delle linee nemiche e furono massacrati.
Baldovino evitò la cattura nascondendosi tra le canne e, con alcuni dei sopravvissuti della Crociata del 1101, riuscì a barricarsi nell'unica torre di Ramla.
Baldovino fuggì, nascosto nella notte, e si recò ad Arsūf dove convinse il capitano di una nave inglese a forzare il blocco di Giaffa, che era sotto assedio da parte dei Fatimidi.
Sharaf avrebbe potuto riprendere Gerusalemme ma la sua indecisione consentì l'arrivo di una flotta di Crociati francesi e tedeschi, con i quali Baldovino poté radunare un esercito di 8 000 uomini.
Nella Battaglia di Giaffa egli guidò una carica di cavalleria che ancora una volta ruppe lo schieramento nemico e costrinse le forze fatimidi a riparare ad Ascalona.
Nonostante la perdita di numerosi cavalieri, la cattura di Corrado, Connestabile di Gerusalemme e la morte di Stefano di Blois nella carica finale dalla condannata torre di Ramla, Baldovino riuscì ad appropriarsi del bottino lasciato dagli egiziani in fuga.

## Terza battaglia di Ramla
La terza battaglia ebbe luogo il 27 agosto 1105 ed è considerata il combattimento più brutale dei tre.
In questa battaglia i crociati schierarono soldati a piedi ed a cavallo mentre gli Egiziani furono rinforzati da un contingente di Turchi Selgiuchidi da Damasco.
Dopo l'iniziale carica di cavalleria cristiana, la battaglia infuriò per gran parte della giornata.
"Sembra che crociati debbano la loro vittoria all'abilità tattica di Baldovino.
Egli sconfisse i Turchi quando  stavano divenendo una seria minaccia per la sua retroguardia e tornò al combattimento principale per condurre la carica decisiva che sbaragliò i Fatimidi".
Baldovino, ancora una volta, rimase padrone del campo di battaglia e saccheggiò l'accampamento nemico, ma non poté inseguire i Fatimidi che si ritiravano.
Nonostante la vittoria, i Fatimidi continuarono a compiere annuali incursioni nel Regno di Gerusalemme, raggiungendo a volte le mura della città prima di essere respinti.
Il successivo scontro di grandi dimensioni tra Fatimidi e Crociati fu la battaglia di Yibneh nel 1123.

## Eserciti fatimidi
Gli eserciti fatimidi dell'epoca si basavano su masse di arcieri sudanesi appoggiati da cavalleria araba e berbera.
Siccome gli arcieri erano a piedi ed i cavalieri aspettavano per attaccare con lance e spade, un esercito egiziano costituiva esattamente il tipo di bersaglio immobile che la cavalleria pesante crociata prediligeva nell'attaccare.
Ad eccezione della terza battaglia di Ramla, nel 1105, quando Toghtekin di Damasco inviò un contingente di Turchi per aiutare i Fatimidi, questi ultimi non usarono arcieri a cavallo, tecnica di combattimento in cui i Turchi erano specializzati.
Se da una parte i Crociati svilupparono un salutare rispetto per le tattiche - rapidi attacchi e ritirate ed accerchiamento - degli arcieri a cavallo turchi, dall'altra essi tendevano a sottovalutare l'efficacia delle forze fatimidi.
Anche se l'eccesso di confidenza condusse i Crociati (in netta minoranza) al disastro della seconda battaglia di Ramla, il risultato più frequente fu la sconfitta dei Fatimidi.
"Fino al regno del Saladino i cristiani non temettero mai i Fatimidi come invece fecero per gli eserciti provenienti dalla Siria e dalla Mesopotamia musulmane."